# Urolophus kapalensis
Urolophus kapalensis là một loài cá đuối trong họ Urolophidae, đặc hữu của các vùng nước nông thuộc đông nam Queensland và New South Wales.